# Wovoka
Wovoka (1856. – 1932. szeptember 20.), más néven Jack Wilson, 
pajút származású (észak-amerikai indián) vallási vezető, a Szellemtánc mozgalom alapítója.
„Pajút Messiás”-nak is nevezik. Nevének jelentése „favágó”.

## Élete, működése
A Smith Valley területen született, amely a nevadai Carson Citytől északra terül el. Születési időpontja bizonytalan, egyesek szerint 1858 vagy 1854 is lehet. 
A Nevadában élő pajút törzs tagja volt, apja – „Tavibo” vagy „Numu-Taibo” – híres varázsló volt, akinek a tanításai hasonlítanak Wovoka későbbi eszméihez. 1870-ben Wovoka apja meghalt, ekkor egy David Wilson nevű farmer fogadta be. Wovoka a farmon dolgozott, a fehérekkel való érintkezésben a Jack Wilson nevet használta.
Wilson hithű keresztény volt, Wovoka tőle szerezte ismereteit a keresztény teológiáról és a bibliai történetekről.
1887 decemberében imádkozás közben látomása támadt, szerinte a mennyben járt és magával Istennel beszélt, aki azt mondta neki, hogy egy öt éjszakán át tartó tánc segítségével visszaállítható az ősi indián életmód.
A Szellemtánc gyorsan elterjedt a nyugati törzsek között. A hatóságok növekvő gyanakvással figyelték a jelenséget, később betiltották. A szellemtánc mozgalom véres felkelésbe torkollott. Wovoka a haláláig hirdette a békés egymás mellett élés eszméit.